# Pop rock
Pop rock (também escrito como pop/rock) é um gênero de fusão, que une elementos do rock com os da música pop. Também é caracterizado por possuí maior ênfase na composição profissional e nas artes de gravação e menos ênfase na atitude. Originado no final da década de 1940 como uma alternativa ao rock and roll normal, o pop rock foi, no início, influenciado pela batida, pelos arranjos e pelo estilo original do rock and roll (e às vezes do doo-wop). Pode ser visto como um campo de gênero distinto, em vez de música que se sobrepõe ao pop e ao rock. Os detratores do pop rock costumam desprezá-lo como um simples produto comercial, menos autêntico do que o rock.

## Definições
Existem diferentes definições do termo, variando de uma forma mais suave do rock para um subgênero da música pop. Pop rock é um gênero de fusão usado para descrever o padrão verso-refrão da música pop que também pode ser categorizado como rock pelo seu uso de guitarras, bateria e ritmos propulsivos. O gênero se manifestou no final da década de 1950 como uma alternativa mais comercial ao rock and roll, alavancado por artistas como Roy Orbison e Del Shannon. Durante a década seguinte, pop e rock continuaram a se misturar e criar novos subgêneros, como Vocal surf e Jangle pop. Na década de 1970, o pop rock tornou-se tanto mais "agitado" (Power pop) quanto mais suave (Soft rock); nas décadas de 1980 e 1990, fundiu-se com rock alternativo para fazer o Britpop. Hoje, o pop rock continua a ser um gênero ativo, de grande alcance e que se funde com diversos outros estilos.

## Características e etimologia
Existe uma grande semelhança entre a música pop e o rock, tais como instrumentação e até mesmo conteúdo lírico. Os termos "pop rock" e "power pop" foram usados para descrever uma música mais comercialmente bem-sucedida que usa elementos do rock ou a forma dele. O escritor Johan Fornas vê o pop rock como "um único gênero", ao invés de categorias distintas. Para os autores Larry Starr e Christopher Waterman, o gênero é definido como uma "variável upbeat do rock" representada por artistas e bandas como Andy Kim, Bells, Paul McCartney, Lighthouse e Peter Frampton.
O termo pop tem sido usado desde o início do século XX para se referir à música popular em geral, mas a partir de meados da década de 1950 começou a ser usado para um gênero distinto, voltado para um mercado de jovens, muitas vezes caracterizado como uma alternativa mais suave ao rock and roll. No rescaldo da Invasão Britânica, a partir de 1967, o termo pop rock foi cada vez mais utilizado em oposição ao termo rock, para descrever uma forma que era mais comercial, efêmera e acessível.
Em contraste com o pop, o rock era visto com foco em trabalhos prolongados, especialmente álbuns, muitas vezes associado a subculturas, com ênfase colocada em valores artísticos e na autenticidade; destacando a performance instrumental ao vivo e o virtuosismo vocal. O pop rock foi, muitas vezes, visto como um movimento menos autêntico que o rock.
O termo power pop, considerado pelo Allmusic como "um cruzamento entre o hard rock da banda The Who e das melodias doces dos Beatles e Beach Boys, com as guitarras de toques melódicos dos Byrds, tocados em boa medida", foi criado por Pete Townshend, do The Who, em 1967; mas não muito usado, até que foi aplicado a bandas como Raspberries, Big Star e Badfinger - que estabeleceram o som do power pop na década de 1970, em seu período mais bem-sucedido comercialmente.
Desde a década de 2010, "guitar pop rock" e "indie rock" são termos mais ou menos sinônimos. "Jangle" é um adjetivo substantivo que os críticos musicais costumam usar em referência ao pop de guitarra com bom humor.

## Debates
O crítico Philip Auslander argumenta que a distinção entre pop e rock é mais pronunciada nos Estados Unidos do que no Reino Unido. Ele afirma que, nos Estados Unidos, o pop tem raízes em cantores brancos como Perry Como, enquanto o rock está enraizado na música afro-americana influenciada por formas como o rock and roll. Auslander ressalta que o conceito de pop rock, que mistura pop e rock está em desacordo com a concepção típica de pop e rock como opostos. Auslander e vários outros estudiosos, como Simon Frith e Grossberg, argumentam que a música pop é frequentemente retratada como uma forma de entretenimento inautêntica, cínica, "slickly comercial" e fórmula de entretenimento. Em contraste, o rock é frequentemente anunciado como uma forma autêntica, sincera e anti-comercial de música, que enfatiza a composição de cantores e bandas, o virtuosismo instrumental e uma "conexão real com o público".
A análise de Simon Frith da história da música popular das décadas de 1950 a 1980 foi criticada por BJ Moore-Gilbert, que argumenta que Frith e outros estudiosos enfatizaram demais o papel do "rock" na história da música popular, nomeando todos os novos gêneros usando o sufixo "rock". Assim, quando um estilo de música orientada para o folk se desenvolveu na década de 1960, Frith o denomina "folk rock", e os estilos pop dos anos 70 foram chamados de "pop rock". Moore-Gilbert afirma que essa abordagem coloca injustamente o rock no ápice e faz com que todas as outras influências se tornem um complemento ao núcleo central do rock.
Em Christgau's Record Guide: Rock Albums of the Seventies (1981), Robert Christgau discutiu o termo "pop-rock" no contexto da fragmentação da música popular ao longo de linhas estilísticas na década de 1970; ele considerava o "pop-rock" como um "monólito" que "abrangia" todos os movimentos e subgêneros crescentes do mercado da musical popular e semipopular da época, incluindo músicas de cantores-compositores, art rock, heavy metal, boogie, country rock, jazz fusion, funk, disco, black pop e new wave, mas não o punk rock.